# 에이신 (1985년)
에이신(일본어: 栄信, 1985년 7월 29일 ~ )은 일본의 배우로, 나가사키현 사세보시 출신했다.